# Ле Камю, Этьен
Этьен Ле Камю (фр. Étienne Le Camus; 24 сентября 1632, Париж, королевство Франция — 12 сентября 1707, Рим, Папская область) — французский кардинал. Епископ Гренобля с 1 июля 1671 по 12 сентября 1707. Кардинал-священник с 1 сентября 1686, с титулом церкви Санта-Мария-дельи-Анджели-э-деи-Мартири с 8 августа 1691 по 12 сентября 1707.